# Tripodanthus acutifolius
Tripodanthus acutifolius är en tvåhjärtbladig växtart som först beskrevs av R. & P., och fick sitt nu gällande namn av Van Tieghem. Tripodanthus acutifolius ingår i släktet Tripodanthus och familjen Loranthaceae. Inga underarter finns listade i Catalogue of Life.